# Alice és Bob
Az Alice és Bob nevek gyakran előfordulnak kriptográfiai vagy fizikai témájú cikkekben. Mivel az olyanfajta magyarázatok, hogy „Az A személy üzenetet szeretne küldeni B személynek” komplikáltabb esetekben nehezen követhetővé válnak, ezért keresztneveket alkalmaznak helyettesítésükre. Az ábécét követő keresztnevek használata szokványossá vált ezeken a területeken, segítve a bonyolultabb példák könnyebb megértetését.
A kriptográfia és a számítógépes biztonság területén a protokollok leírásánál kialakult bizonyos nevek használatának a konvenciója. A nevek ön-magyarázóak, néha humorosak, és metaszintaktikus változóként hatnak.
A protokollok jellemző megvalósításaiban magától értetődőként kezelt, hogy az Alice, Bob és egyéb szereplők által elvégzett műveleteket valójában nem közvetlenül ők, hanem az azokkal megbízott, automatizált ügynökök (például számítógépi programok) hajtják végre.

## A szereplők listája
Az alábbi lista nagyrészt Bruce Schneier Applied Cryptography c. könyvéből származik. Alice és Bob a kriptográfiában archetípusok; Eve szintén gyakori. Az ábécében hátrébb szereplő nevek ritkábban fordulnak elő.
- Alice és Bob. Általában, Alice üzenetet szeretne küldeni Bobnak. Ezeket a neveket elsőként Ron Rivest használta fel 1978-ban egy Communications of the ACM-cikkben, amiben az RSA kriptográfiai rendszert ismertette, az A Method for Obtaining Digital Signatures and Public-Key Cryptosystems című, 1977. április 4-i cikkében. Bár többekben felmerült a gyanú, Rivest tagadja, hogy a neveknek bármi köze lenne az 1969-es Bob & Carol & Ted & Alice c. filmhez.
- Carol vagy Charlie, a kommunikáció harmadik résztvevője.
- Dave, a negyedik résztvevő, és így tovább alfabetikus sorrendben.
- Eve, a hallgatózó (eavesdropper), általában egy passzív támadó. Bár képes lehallgatni Alice és Bob üzenetváltásait, módosítani nem tudja őket. A kvantumkriptográfiában a környezetet (environment) is megszemélyesítheti.
- Isaac, egy internetszolgáltató (ISP).
- Ivan, egy kibocsátó (issuer) (az üzleti kriptográfiában).
- Justin, a jogrendszer (justice system) képviselője.
- Mallory, egy rosszindulatú támadó (malicious attacker); Eve-vel ellentétben Mallory képes üzeneteket módosítani, kicserélni saját üzenetekkel, régi üzenetek visszajátszására stb. Mallory ellen sokkal nehezebb egy rendszert biztosítani, mint Eve esetében. Szokás a Marvin vagy a Mallet neveket is használni.
- Matilda, egy kereskedő (merchant) (az e-commerce vagy az üzleti kriptográfia területén).
- Oscar, az ellenfél (opponent) általában Malloryval ekvivalens.
- Pat vagy Peggy, a bizonyító (prover) és Victor, az ellenőrző (verifier): általában egymással együttműködve igazolják, hogy az elvégezni kívánt tranzakció tényleg végbement. Gyakran előfordulnak az előzetes információ nélküli azonosítás (Zero Knowledge Proof) területén. Néha a Pat és Vanna névpárost használják, az amerikai Szerencsekerék televíziós show-műsor házigazdáinak nevéből (Pat Sajak és Vanna White)
- Plod, a rendész (úgy is mint „Officer Plod”), Enid Blyton angol írónő Noddy-gyerekkönyveinek Mr. Plod nevű szereplőjének nevéből.
- Steve, néha a szteganográfiával összefüggésben használják.
- Trent a választottbíró (trusted arbitrator), egy semleges harmadik személy, akinek pontos szerepe az alkalmazott protokoll függvényében változhat.
- Trudy, a behatoló (intruder): a Mallory név alternatívája.
- Walter, a felügyelő warden, szükség lehet rá, hogy Alice-re és Bobra vigyázzon bizonyos tekintetben, a protokolltól függően.
- Zoe, többnyire a kriptográfiai protokoll alkalmazása során érintett utolsó fél neve.

Bár az interaktív bizonyítási rendszerek nem kriptográfiai protokollok, eléggé kapcsolódnak a témához ahhoz, hogy itt is említésre kerüljenek:
- Arthur és Merlin: egy interaktív bizonyítási rendszerben a bizonyító (prover) korlátlan számítási kapacitásokkal rendelkezik, így Merlin a hatalmas varázsló nevét kapja. Egy állítás valóságtartalmáról tesz kijelentést, és Arthur, a bölcs király tesz fel neki kérdéseket. Ez a két szereplő két bonyolultsági osztály nevét is adja, az AM és MA bonyolultsági osztályokét.

## Fordítás
- Ez a szócikk részben vagy egészben az Alice and Bob című angol Wikipédia-szócikk ezen változatának fordításán alapul.  Az eredeti cikk szerkesztőit annak laptörténete sorolja fel. Ez a jelzés csupán a megfogalmazás eredetét és a szerzői jogokat jelzi, nem szolgál a cikkben szereplő információk forrásmegjelöléseként.